# 876
Раннє Середньовіччя •  Епоха вікінгів •  Золота доба ісламу •  Реконкіста

## Геополітична ситуація
У Візантії триває правління Василя I Македонянина. Володіння Каролінгів розділені на Західно-Франкське королівство, Східно-франкське королівство, Італію. Незалежні Гасконь і Бретань. Східне Франкське королівство розділене на три частини. Північ Італії належить Італійському королівству, Рим і Равенна під управлінням Папи Римського, герцогства на південь від Римської області незалежні, деякі області на півночі та на півдні належать Візантії. Піренейський півострів, окрім Королівства Астурія та Іспанської марки, займає Кордовський емірат. Північну частину Англії захопили дани, на півдні править Вессекс. Існують слов'янські держави: Перше Болгарське царство, Велика Моравія.
Аббасидський халіфат очолював аль-Мутамід. У Китаї правила династія Тан. Значними державами Індії є Пала, Пратіхара, Чола. В Японії триває період Хей'ан. Хозарський каганат підпорядкував собі кочові народи на великій степовій території між Азовським морем та Аралом. Територію на північ від Китаю захопили єнісейські киргизи.
На території лісостепової України в IX столітті літописці згадують слов'янські племена білих хорватів, бужан, волинян, деревлян, дулібів, полян, сіверян, тиверців, уличів. У Північному Причорномор'ї співіснують різні кочові племена, зокрема булгари, хозари, алани, тюрки, угри, кримські готи. Херсонес Таврійський належить Візантії. У Києві правлять Аскольд і Дір.

## Події
- Рада знаті Італії, що відбулася в Павії, визнала Карла Лисого італійським королем.
- Помер король Східного Франкського королівства Людовик II Німецький, і розділ його земель між синами, затверджений 865 року, став реальністю. Карл Лисий спробував підкорити собі землі брата й об'єднати Каролінзьку імперію під своєю владою, але Людовик III Молодший переміг його в битві при Андернаху й відстояв свої права й права своїх братів.
- Війська Аббасидів завдали поразки Якубу ас-Саффару при Дейр аль-Акулі й зупинили його нашестя на халіфат.
- Маври напали на околиці Рима. Папа Римський змушений виплатити їм данину.
- Візантійці відбили Барі в франків.
- Венеційський дож проголосив заборону на торгівлю рабами-слов'янами з берегів Далмації, але марно.

## Народились
- Святий Іван Рильський, покровитель болгар